# HD98175
HD98175 — хімічно пекулярна зоря спектрального класу A2, що має видиму зоряну величину в смузі V приблизно  7,0.
Вона  розташована на відстані близько 294,6 світлових років від Сонця.